# Salicylaldehyd
Salicylaldehyd (IUPAC název 2-hydroxybenzaldehyd) je organická sloučenina patřící mezi aromatické aldehydy, je společně s 3-hydroxybenzaldehydem a 4-hydroxybenzaldehydem jedním z izomerů hydroxybenzaldehydu. Jedná se o olejovitou bezbarvou kapalinu, která má ve vyšších koncentracích zápach připomínající hořké mandle. Používá se na přípravu chelatačních činidel, z nichž některá jsou průmyslově významná.

## Příprava
Salicylaldehyd se připravuje Reimerovou–Tiemannovou reakcí, tedy zahříváním fenolu a chloroformu s hydroxidem sodným nebo draselným:
Také jej lze získat kondenzací fenolu nebo jeho derivátů s formaldehydem za vzniku 2-hydroxybenzylalkoholu a následnou oxidací na aldehyd.
Deriváty salicylaldehydu lze připravit z fenolových derivátů Duffovou reakcí nebo působením paraformaldehydu za přítomnosti chloridu hořečnatého a zásady.

## Výskyt
Salicylaldehyd vytváří aroma pohanky.
Je také jednou ze složek kastorea. Rovněž se nachází ve výměšcích larev některých druhů mandelinek, jako je například mandelinka topolová.

## Reakce a použití

Deriváty salicylaldehydu: katechol, benzofuran a salicylaldehydimine (R = alkyl nebo aryl), 3-karbethoxykumarin

Salicylaldehyd se používá na výrobu těchto látek:
1. Katecholu oxidací pomocí peroxidu vodíku.[5]
2. Benzofuranu etherifikací s kyselinou chloroctovou a následnou cyklizací (první krok tohoto postupu se nazývá Rapova–Stoermerova kondenzace).[6][7][8]
3. Chelatačních činidel reakcemi s aminy.
4. 3-karbethoxykumarinu (derivátu kumarinu) aldolovou kondenzací.[9]